# Vinkenbaan

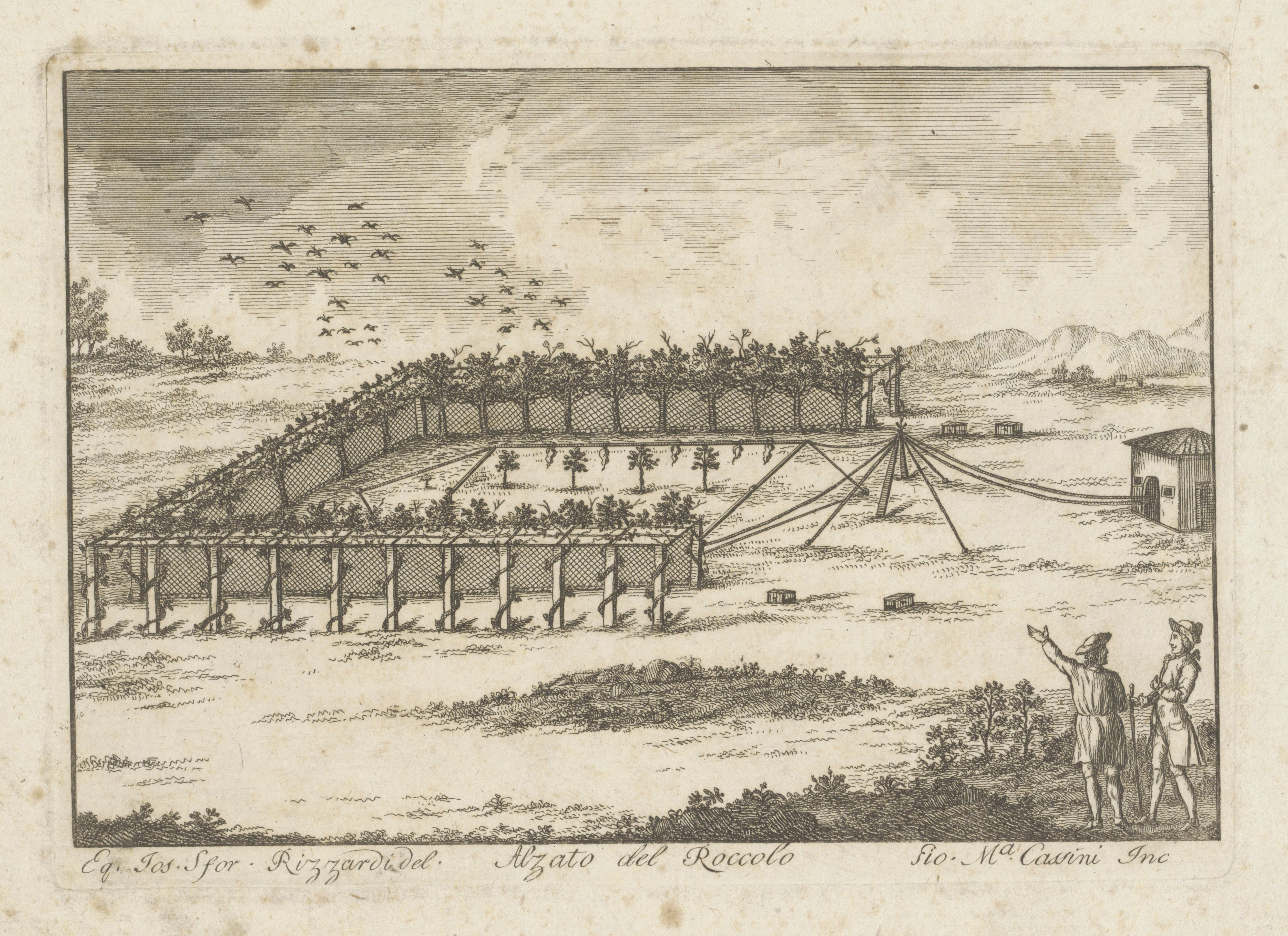
Vinkenbaan

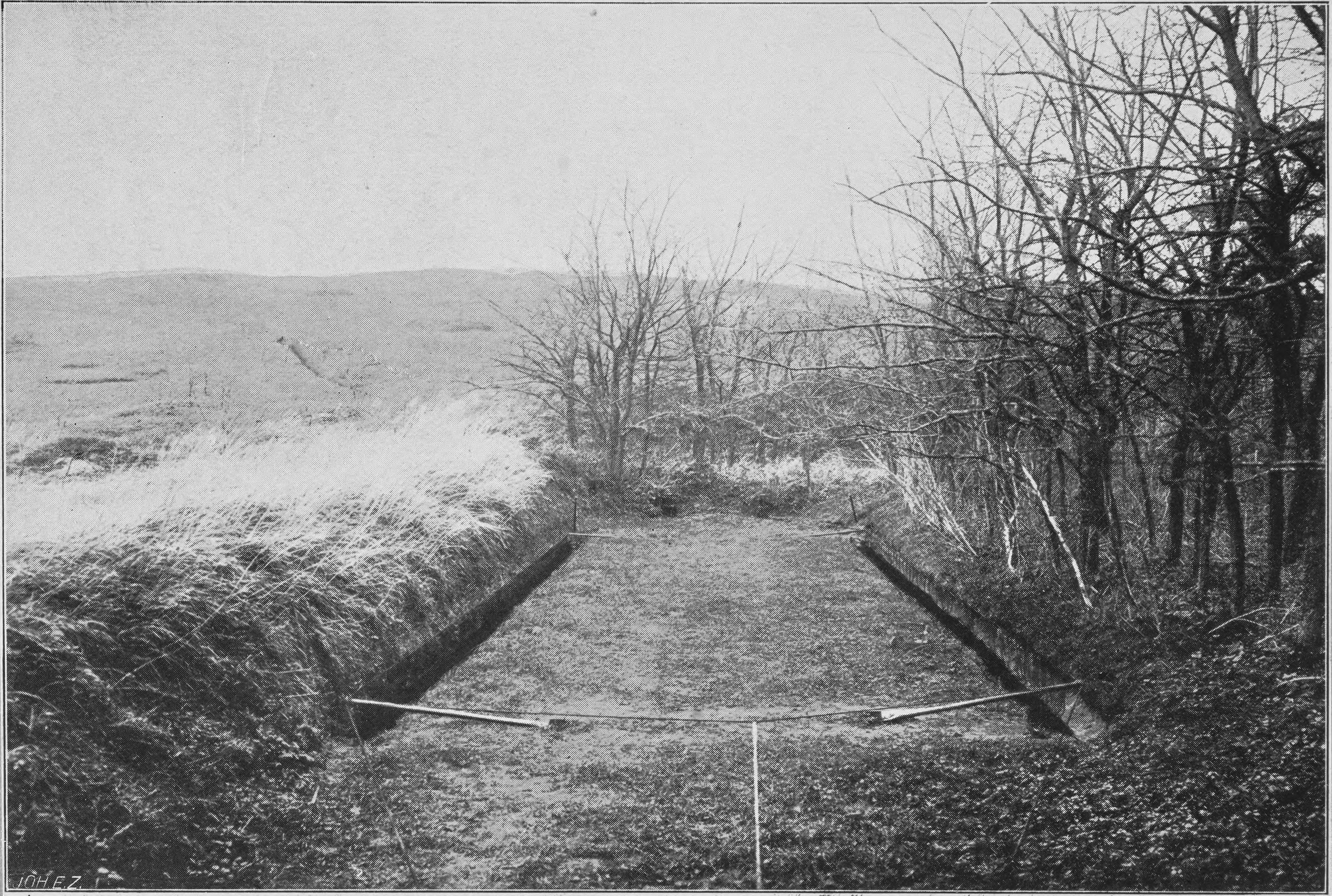
Vinkenbaan in de Kennemerduinen

Een vinkenbaan is een vanginrichting voor kleine vogels en werd in Nederland vooral gebruikt in de 17e tot en met de 19e eeuw. Met de vinkenbaan werden in de herfst de naar het zuiden trekkende vinken gevangen. Naast de vinken werden echter ook andere kleine vogels gevangen, zoals spreeuwen, patrijzen en meeuwen. Het gebruik van de vinkenbaan had zowel een sportief als een culinair doel: de vink werd namelijk gezien als een lekkernij.
De meeste vinkenbanen kwamen voor op buitenplaatsen in de Hollandse duinen. Ook zijn er vinkenbanen bekend uit de omgeving van Gouda, Amsterdam en 's-Graveland. Enkele vinkenbanen zijn bewaard gebleven, vooral rondom Bloemendaal en Heemstede.
Er waren twee typen vinkenbanen: de vluchtbanen en de druipbanen. De vluchtbanen hadden een tijdelijk karakter en werden ter plekke aangelegd in een open veld. Vinken in kooitjes lokten de trekkende vinken richting het net dat in een open veld was uitgespreid. De vinkjes werden tijdens hun vlucht gevangen, direct uit de lucht. De druipbaan had een meer permanent karakter en bestond uit aangelegde bosjes langs een veldje waar de vangnetten lagen. De vinkjes - vaak gelokt door gekooide soortgenoten - streken neer in de bosjes (dit wordt 'druipen' genoemd) en kwamen daarna in de vangnetten terecht.
Bij de vinkenbaan stond vaak een vinkenhuisje of vinkershuisje. Vanuit het huisje hadden de jagers een goed zicht op de vinkenbaan en konden ze van een afstand de netten dicht laten klappen. Ook werden er de lokkooitjes opgeslagen.
De Vogelwet van 1912 verbood het vangen van vogels anders dan voor het houden in kooien. Hiermee kwam een einde aan de vinkenbaan.